# Caballo corneado
Caballo corneado es un dibujo realizado por Pablo Picasso el año 1917 con un lápiz de grafito sobre tela con imprimación ocre y que actualmente forma parte de la colección permanente del Museo Picasso de Barcelona. Se muestra en la Sala 10 de la colección permanente del museo. La obra ingresó en el museo el año 1970 con el código de registro MPB 110.012, gracias a una donación del artista.

## Descripción
Desde la niñez y durante toda su vida, Picasso fue un gran aficionado a las corridas de toros. No es de extrañar, pues, que el tema de la corrida aparezca abundantemente en su obra.
El caballo es quien centra aquí la atención del artista. Un caballo destripado, agonizando, derramando un chorro de sangre. Solo ante la muerte, el animal se desploma hasta caer de rodillas, alzando la cabeza mirando hacia arriba con el ojo fijo, expresando un sufrimiento que impacta al espectador. Con un trazo firme y vigoroso hecho al carboncillo sobre un lienzo sepia, Picasso modela la figura del animal con una calidad formal exquisita y con un marcado expresionismo.
Se puede ver aquí ya la figura que veinte años después reaparecería con tanta fuerza: Caballo corneado es un claro precedente del  Guernica, en los primeros dibujos del cual, el caballo también aparecía desplomado. La obra forma parte de la donación del artista en 1970 en la ciudad.
La obra a su llegada al Servicio de conservación y restauración de los Museos de Arte, fue sometida a un proceso de limpieza del cuadro y desinfección de hongos. Variaciones térmicas, humedad relativa del aire, gases, ácidos y polvo habían provocado múltiples manchas de diferentes tamaños en el reverso del lienzo que traspasaron al anverso a las capas de preparación. Un cuidadoso proceso de restauración así como un riguroso control preventivo permanente en cuanto a las condiciones de climatología y de iluminación han posibilitado la recuperación de la obra y su exposición al público, alternando períodos de descanso.